# Engelbert Knittl

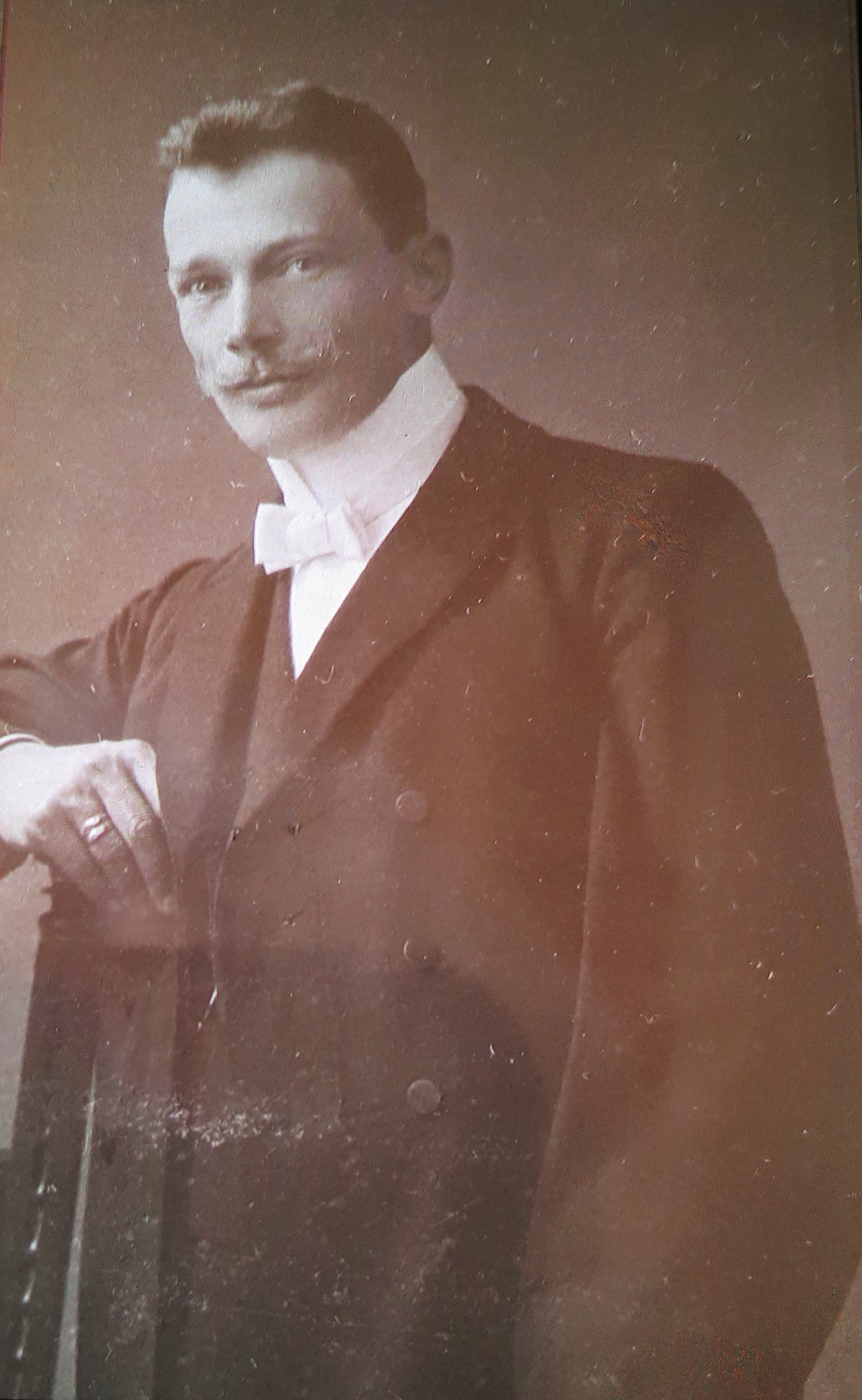
Engelbert Knittl 1912

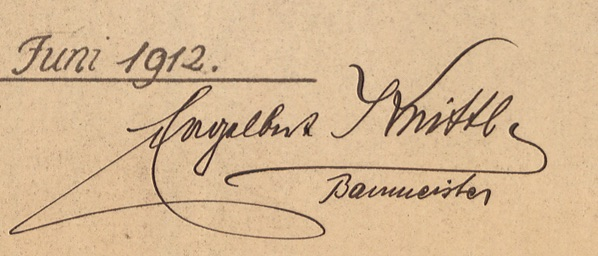

Engelbert Knittl (* 18. Oktober 1882 in Tutzing; † 3. Juni 1963 ebenda) war ein deutscher Baumeister und entstammte der Tutzinger Baumeisterdynastie Knittl. Er führte sein eigenes Baugeschäft in Feldafing und beeinflusste wie sein ältester Bruder, der Baumeister Xaver Knittl, maßgeblich die historische Architektur am Starnberger See.

## Leben
Engelbert Knittl war das jüngste von sieben Kindern des Maurermeisters Josef Knittl (vorher Knittel) aus Weißenbach in Tirol und seiner Frau Maria Greinwald, Fischerstochter aus Garatshausen. Sein Vater Josef gründete die über 115 Jahre bestehende Baufirma 1872 in Tutzing, nachdem er von Herzog Ludwig in Bayern, dem damaligen Besitzer des kleinen Hofmarkschlosses in Garatshausen und ältester Bruder der Kaiserin Elisabeth, als Baufachmann an den Starnberger See berufen wurde. Sein Bruder Xaver Knittl trat offiziell 1894 die Nachfolge in Tutzing an, während Engelbert Knittl das Baugeschäft des bekannten Feldafinger Baumeisters Johann Biersack nach dessen Tod im November 1907 übernahm. Zuvor, im Februar 1907, war sein Bruder Xaver Knittl bereits als Teilhaber dem Baugeschäft Johann Biersack unter der Firmenbezeichnung „Biersack & Knittl“ beigetreten.
Engelbert Knittl hatte kurz zuvor bereits die Staatsbauschule in München erfolgreich absolviert und den klassischen Weg zum Baumeister beschritten. Mit dem Titel Baumeister durfte er damals auch selbst seine eigenen architektonischen Entwürfe realisieren. Wie sein Bruder Xaver Knittl entwickelte er sich zu einem außergewöhnlichen Baumeister, der sich vor allem durch sein künstlerisches und zeichnerisches Talent hervortat. Seine Entwürfe, vor allem von einfachen Bürger- und Arbeiterhäusern, wirken in ihrer Schlichtheit malerisch und anmutig. Typisch für ihn sind Bauten mit Mansarddach und Korbbögen im Stil der Zwanzigerjahre. Sein malerischer Baustil wird durch verschiedene architektonische Elemente wie Zwerchgiebel und Erker bereichert. Die Verwendung von Fachwerk im Giebelbereich unterstreicht das Malerische des Landhauses.

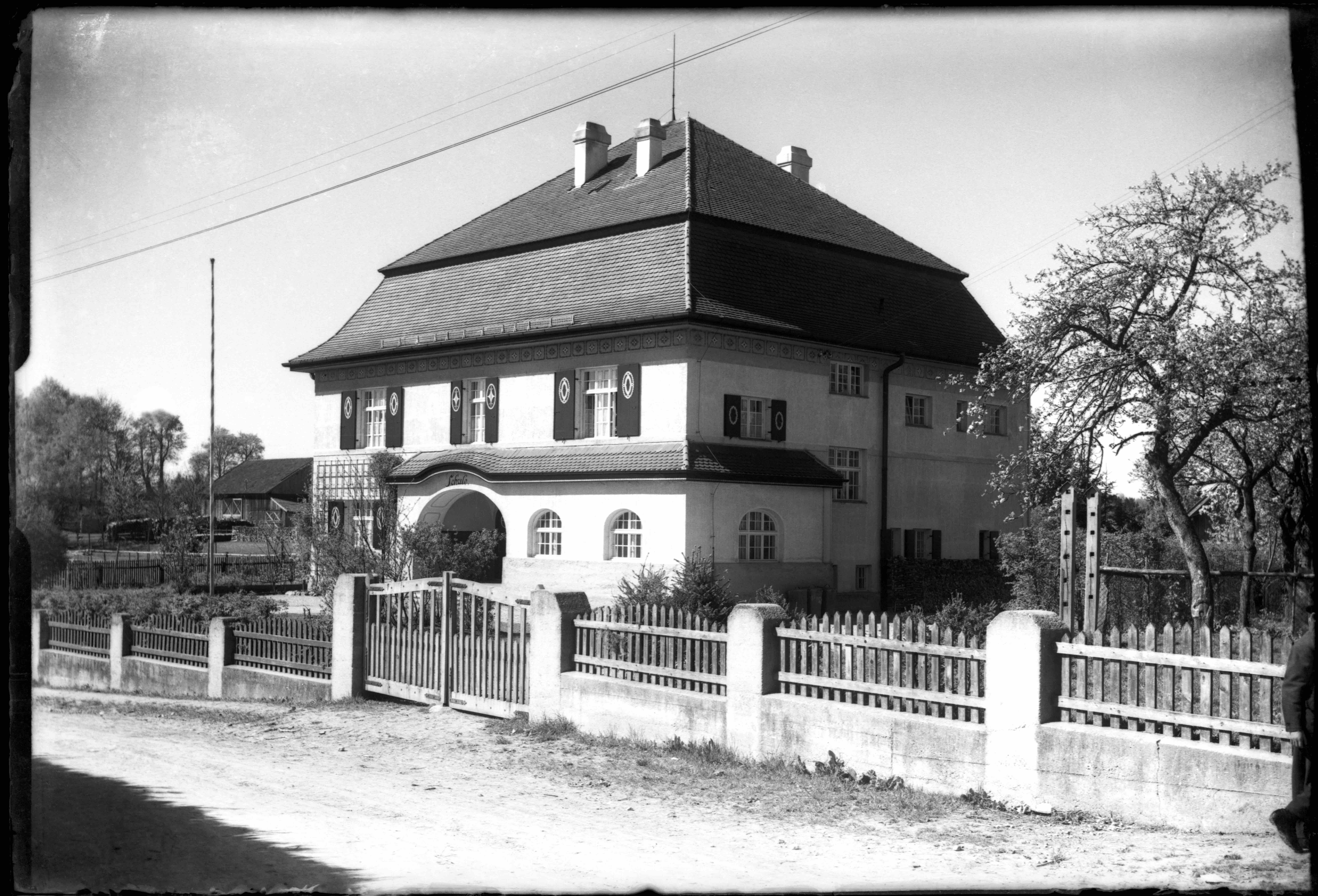
Rathaus Pöcking, ehemaliges Schulhaus, erbaut 1912

Neben seinen eigenen Entwürfen baute er auch zusammen mit namhaften Architekten und Architekturbüros wie z. B. Richard Riemerschmid, Eugen Drollinger, Gebrüder Rank, Campell & Drach, Gustav von Cube, Breuhaus & Rosskotten, Fürstl. Baubureau Regensburg, Heilmann & Littmann.
Seine Nachfolge sollte sein Sohn, der bereits selbstständige Architekt Engelbert Knittl jun. (1912–1943), antreten. Dieser fiel jedoch als Unteroffizier im Herbst 1943 in Russland.
Engelbert Knittl übernahm bereits im Ruhestand noch mal als Geschäftsführer den elterlichen Betrieb in Tutzing, als sein Neffe Karl Knittl 1953 früh verstarb und die nächste Generation in Tutzing noch nicht geschäftsfähig war.

## Wirken

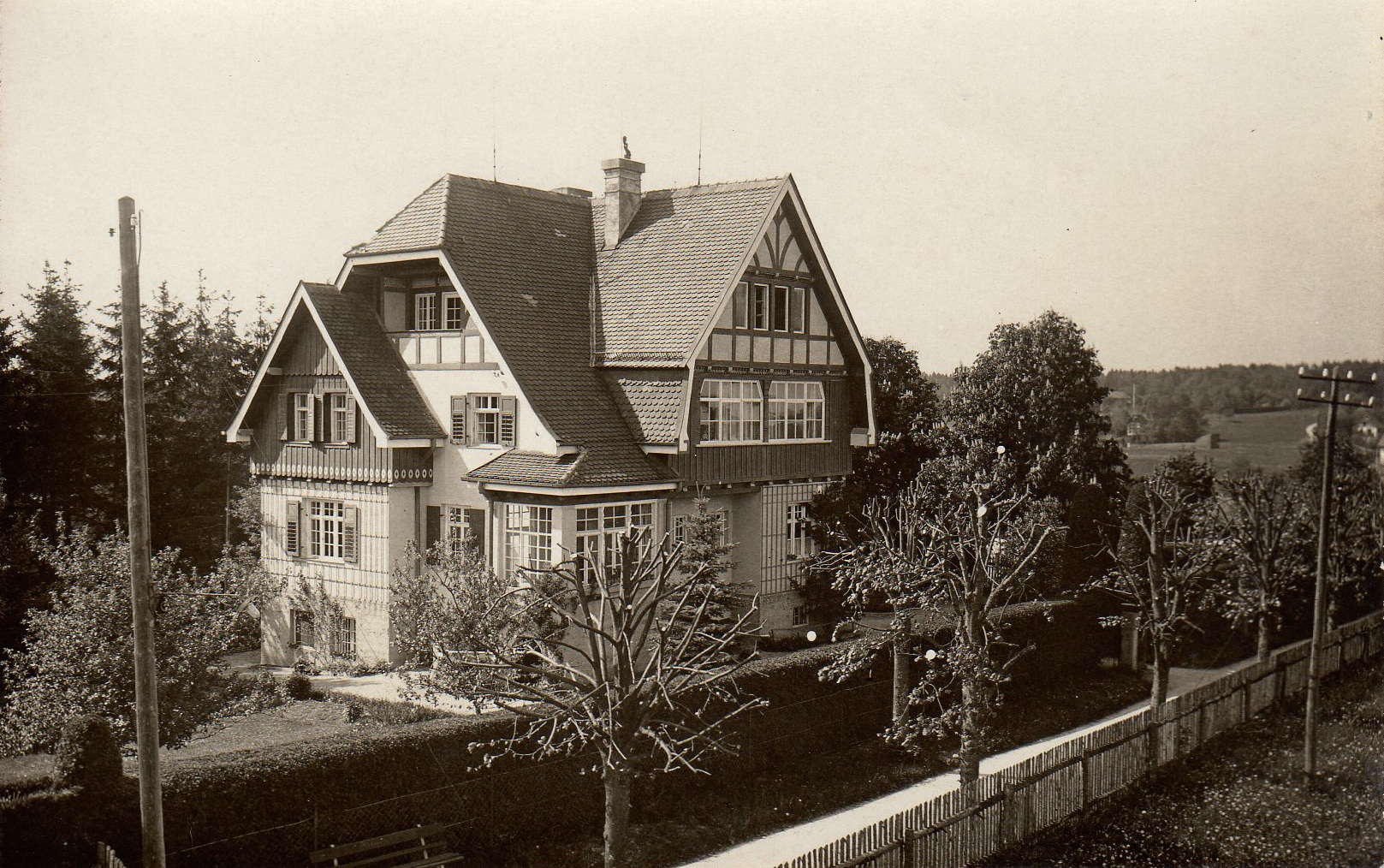
Villa Knittl in Feldafing und Sitz des Baugeschäfts, erbaut 1909

In seiner Wahlheimat erbaute er 1909 in Feldafing die heute denkmalgeschützte Villa Knittl, in der er mit seiner Familie wohnte und auf deren Boden auch sein Baubureau mit Materiallager untergebracht waren. Das Haus wirkt in seinem Baukörper sehr bewegt und malerisch aufgelöst und erweist sich damit als charakteristischer Bau der Zeit. Die Giebelbildungen, das farbig wirkende Zierfachwerk und breite dekorative Fensterfronten verleugnen die Verbindung zum englischen Landhaus nicht.
Aus seinen beruflichen Anfangsjahren stammen auch in Pöcking einige Bauwerke, da in Feldafing noch sein unmittelbares Konkurrenzunternehmen von Johann Steidle tätig war. Dort entstand z. B. 1912 das von Engelbert Knittl geplante und realisierte ehemalige Schulhaus und heutige Rathaus Pöcking. In dieser Zeit realisierte er 1910 die bekannte Villa Carl in Feldafing zusammen mit dem Architekten Richard Riemerschmid. Das Baugeschäft Knittl in Feldafing übernahm viele Bauarbeiten des sogenannten südlichen „Ausläufers“ der Villenkolonie am Höhenberg in den Zwanzigerjahren, die die Heilmann’sche Immobilien-Gesellschaft städtebaulich geplant hatte. Dazu zählen die Villa Engelhorn (1923; Architekt: Anton Hatzl jun.), Villa Andreae (1926/1927; Architekt: Fritz August Breuhaus) oder die Villa Tirpitz (1927/Architekt: Richard Riemerschmid).

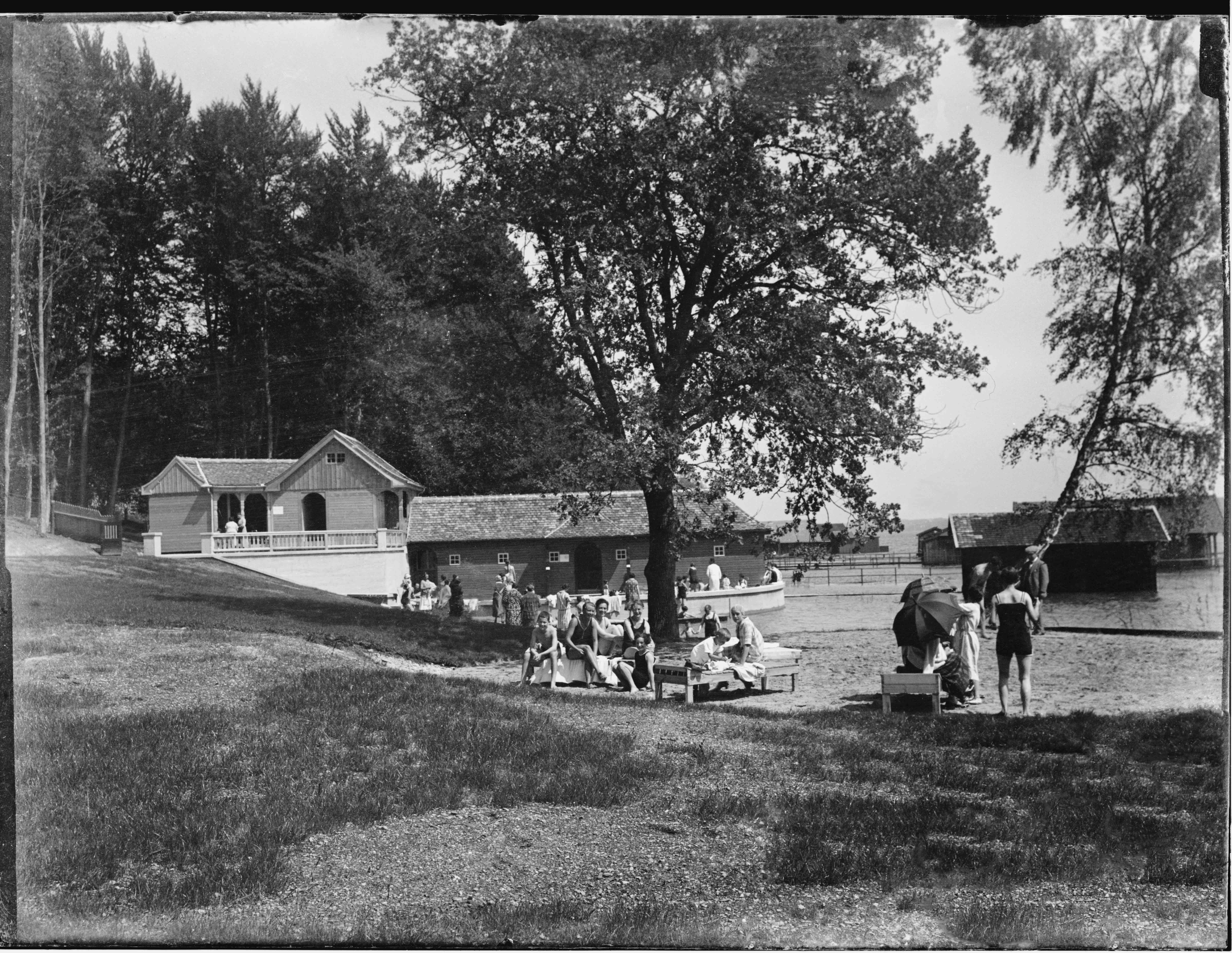
Strandbad Feldafing, nördlicher Bauabschnitt (Herrenbad), erbaut 1926

Das denkmalgeschützte Strandbad Feldafing realisierte Engelbert Knittl 1927 nach seinen Plänen zusammen mit der Feldafinger Schreinerei Floßmann. Zum Zweck seines Fortbestands gründete sich 2016 der Verein zur Erhaltung und Förderung des Strandbad Feldafing e.V.
Der architektonische Entwurf und Neubau der Maffei-Kapelle 1931 an der Tutzinger Straße in Feldafing stammt von Engelbert Knittl. Erweiterungsbauten führte er in Feldafing beispielsweise durch bei der Villa des Kunstmalers Edward Harrison Compton (1933), beim Kaffeehaus Humpl (1935), bei der Villa Siedhoff (1935) oder der Lederfabrik Müller & Wilisch (1934).
Nach dem Zweiten Weltkrieg sanierte Engelbert Knittl einige Villen, die durch die amerikanische Besatzungszeit und Nutzung von Displaced-Persons-Lager in Mitleidenschaft gezogen waren. Hierzu zählt z. B. das Künstlerhaus Villa Waldberta, die damals im Besitz der Deutsch-Amerikanerin Bertha Koempel war.

## Ausstellungen
- Bürgersaal im Rathaus Feldafing (08. – 30. Juni 2016) und Bayerische Architektenkammer, Haus der Architektur (30. Januar 2018 – 2. März 2018): Alte und neue Architektur am Starnberger See – Feldafing